# 信义县 (唐朝)
信义县，中国古县名。
唐朝武德四年（621年）分怀德县置，治所在今广东省信宜市西南镇隆镇。属窦州。北宋太平兴国元年（976年）改名信宜县。